# اپاتزینگان
اپاتزینگان (به اسپانیایی: Apatzingán) از شهرهای کشور مکزیک است که در ایالت میچوآکان قرار دارد و جمعیت آن طبق سرشماری سال ۲۰۱۰ میلادی ۱۱۲٬۶۸۵ نفر بوده است.